# Coronation Street
Coronation Street (ofte omtalt som Corrie) er en britisk sæbeopera, der blev skabt af Granada Television og er blevet vist på ITV siden 9. december 1960. Tv-serien omhandler Coronation Street i Weatherfield, der er en fiktiv bydel, som ligger i det indre Salford. I seriens fiktive historie blev gaden bygget i 1902 og navngivet til ære for Edvard 7.'s kroning.
Serien bliver normalt sendt seks gange om ugen: mandag, onsdag og fredag 19:30–20:00 og 20:30-21:00. Siden 2017 er der blevet sendt 10 klassiske episoder af serien fra 1986 og fremefter hver uge på ITV3. Tv-serien blev skabt i 1960 af manuskriptforfatteren Tony Warren på Granada Television i Manchester. Warrens oprindelige forslag blev afvist af stationens grundlægger Sidney Bernstein, men han blev overtalt af produceren Harry Elton til alligevel at filme 13 pilotepisoder. Inden for 6 måneder fra serien blev sendt første gang var det blevet det mest sete program på britisk fjernsyn, og det er i dag blevet en stor del af britisk kultur.
Coronation Street bliver produceret af ITV Granada i MediaCityUK og bliver vist i alle ITV-regioner, samt internationalt. Den 17. september 2010 blev serien verdens længste kørende sæbeopera, og den kom i Guinness Rekordbog. Den 23. september 2015 blev Coronation Street sendt live for at markere ITV's 60-års fødselsdag.
Tv-serien er påvirket af køkkenvaskrealisme, og den er kendt for sin skildring af arbejderklassens samfund nede-på-jorden og for at kombinere humor og stærke karakterer. Serien har i gennemsnit syv millioner seere per afsnit.